# Elaine Breeden
Elaine Breeden (n. 18 noiembrie 1988, Kentucky, SUA) este o înotătoare americană, medaliată olimpică. A participat la o ediție a Jocurilor Olimpice (2008) în care a câștigat două medalii de argint.